# Bardera
Baardheere o Bardera és una ciutat de Somàlia a la regió de Gedo (al Jubaland), a la vall mitjà del riu Juba. És la segona ciutat del Jubaland. El seu nom deriva de baar (palmera) i dheere (tronc). Té un aeroport (un aeròdrom) al nord-est.

## Història
Apareix a la història en temps de la dinastia Ajuuraan del sultanat de Qalafo, que va governar la zona a partir del segle XV i fins vers la meitat del segle xviii. Els Ajuuraan després de la pèrdua d'Hobyo i la revolta dels hawiye van deixar de controlar de fet la zona.
Un grup religiós liderat per Sheikh Yabbarow va fundar una comunitat o jameca a Bardera el 1776; es pretenia una comunitat ideal regida per l'islam amb gran desenvolupament social i econòmic. Progressivament es va estendre per la zona. El 1831 fou destruïda per la guerra contra el sultanat de Geledi, i va restar abandonada durant 20 anys però restablerta el 1851 i mantinguda com a poder local fins a l'actualitat. Els xeics van tenir relacions amb els soldans de Pate i Witu.
A finals del segle xix se la van disputar anglesos i italians. La ciutat tenia una part a cada costat del riu Juba que separava els dominis britànics dels italians. Finalment el Jubaland (Oltre Giuba) es va incorporar a la Somàlia Italiana el 1925. El 1930 tenia uns 8000 habitants. La població, centre agrícola important, va créixer i va arribar als 20.000 vers el 1970. No hi ha estadístiques després del 1988. Un embassament està previst a Bardera principalment per produir electricitat.
El 1991 en esclatar la Guerra Civil somalí, hi va haver una gran afluència de refugiats i la població va passar a unes 120.000 persones, i fou ocupada pels Estats Units d'Amèrica en nom de les Nacions Unides en 1992. El districte va arribar a tenir 230.000 habitants però després una part va marxar a la frontera amb Kenya. Un govern local format per l'anomenat consell d'ancians (Odey Dhaqameedyo) amb 21 líders religiosos i persones respectades de tots els clans que viuen a la ciutat (ajuran, awramala, banadiri, facaye, marehan, i rahanweyn), governa la ciutat sota la direcció del seu president, que és un càrrec rotatori i electiu. El 13 de juliol de 2008 fou ocupada per les milícies de les Corts Islàmiques de Somàlia, i en 2015, Adan Garar, un dels líders d'al-Xabab, hi morí per l'atac d'un dron dels Estats Units.

## Llista de xeics
- Ibrahim Hassan Yabarow 7 dies el 1776
- Ali Dhurre 1776-1805
- Abukar Adam Dhurre 1805-1828
- Abdulrahman Abayl 1828-1831 (líder religiós fins al 1835)
- Desaparegué del 1831 al 1851
- Mohamed Adam Kerow 1851-1878
- Arahman Mohad Adan 1878-1880
- Abdiyow Osmanow 1880-1904
- Ibrahim Mohamed Adan 1904-1908
- Ali Moallin Muddey 1908-1940
- Axmed Sheikh Maxamed 1940-1959
- Hagi Aziz Sheikh Ali Moallin 1959-1985
- Mursal Malin Aliyow 1985-1992
- Hirow Abdullahi Maalin Axmed 1993-